# 三浦郵便局
三浦郵便局（みうらゆうびんきょく）
- 神奈川県三浦市にある郵便局。本記事にて記述する。
- 愛媛県宇和島市にある郵便局。局番号は61071。
- 大分県豊後高田市にある郵便局。局番号は72149。

三浦簡易郵便局（さんぽかんいゆうびんきょく）
- 静岡県賀茂郡松崎町にある簡易郵便局。局番号は23841。

三の浦郵便局（さんのうらゆうびんきょく）
- 静岡県沼津市静浦口野にある郵便局。

三浦郵便局（みうらゆうびんきょく）は神奈川県三浦市にある郵便局。民営化前の分類では集配普通郵便局であった。

## 概要
住所：〒238-0299 神奈川県三浦市三崎町諸磯43-1
民営化直前の集配業務再編において、多くの集配普通郵便局は統括センターとなったが、当局は配達センターとされたため、民営化後も郵便事業株式会社の支店は併設されず、集配センターが併設された。

### 分室
分室はなし。過去に存在した分室は以下のとおり。
- 西野分室 - 1958年（昭和33年）に廃止。

## 沿革
- 1872年（明治5年）旧12月 - 三崎郵便取扱所として開設[1]。
- 1875年（明治8年）1月1日 - 三崎郵便局（五等）となる。
- 1900年（明治33年）2月11日 - 三崎郵便電信局となる。
- 1903年（明治36年）4月1日 - 通信官署官制の施行に伴い三崎郵便局となる。
- 1950年（昭和25年）11月16日 - 電気通信業務を、新設の三崎電報電話局に移管[2]。
- 1952年（昭和27年）6月16日 - 三浦郡三崎町大字西野に西野分室を設置[3]。
- 1956年（昭和31年）11月1日 - 電話通話および和文電報受付事務の取扱を開始。
- 1957年（昭和32年）11月16日 - 特定郵便局から普通郵便局に局種別改定するとともに、三浦郵便局に改称。
- 1958年（昭和33年）12月1日 - 西野分室を廃止。代替として同日、三浦西野郵便局[4]を設置。
- 1977年（昭和52年）11月14日 - 三浦市天神町から同市三崎町諸磯に移転[5]。
- 2000年（平成12年）8月14日 - 外国通貨の両替および旅行小切手の売買に関する業務取扱を開始。
- 2007年（平成19年）10月1日 - 民営化に伴い、併設された郵便事業久里浜支店三浦集配センターに一部業務を移管。
- 2012年（平成24年）10月1日 - 日本郵便株式会社発足に伴い、郵便事業久里浜支店三浦集配センターを三浦郵便局に統合。

## 取扱内容
- 郵便、印紙、ゆうパック、内容証明
- 貯金、為替、振替、振込、国際送金、国債、投資信託
- 生命保険、バイク自賠責保険、自動車保険
- ゆうちょ銀行ATM
- 三浦市内の一部地域（（238-02**）初声町、南下浦町を除く地域）の集配業務

## 周辺
- 三崎警察署
- 神奈川県三浦合同庁舎
- 三浦市立名向小学校

## アクセス
- 京浜急行バス 名向小学校前停留所下車
- 駐車場あり：11台